# Steropleurus flavovittatus
Steropleurus flavovittatus is een rechtvleugelig insect uit de familie van de sabelsprinkhanen (Tettigoniidae). De wetenschappelijke naam van deze soort is voor het eerst voorgesteld als Ephippiger (Steropleurus) flavovittatus door Ignacio Bolívar in een publicatie uit 1878.
Deze soort komt voor in Zuid-Portugal en Zuid-Spanje.